# La Berlière
La Berlière é uma comuna francesa na região administrativa de Grande Leste, no departamento Ardenas. Estende-se por uma área de 10,25 km². Em 2010 a comuna tinha 39 habitantes (densidade: 3,8 hab./km²).